# Glendo
Glendo è un centro abitato (town) degli Stati Uniti d'America, situato nella Contea di Platte nello Stato del Wyoming. Nel censimento del 2000 la popolazione era di 229 abitanti.

## Geografia fisica
Secondo i rilevamenti dell'United States Census Bureau, la località di Glendo si estende su una superficie di 1,4 km², tutti occupati da terre.

## Popolazione
Secondo il censimento del 2000, a Glendo vivevano 229 persone, ed erano presenti 66 gruppi familiari. La densità di popolazione era di 166,6 ab./km². Nel territorio comunale si trovavano 120 unità edificate. Per quanto riguarda la composizione etnica degli abitanti, il 95,20% era bianco, lo 0,44% era nativo, il 2,18% apparteneva ad altre razze e il 2,18% a due o più. La popolazione di ogni razza ispanica corrispondeva al 5,24% degli abitanti.
Per quanto riguarda la suddivisione della popolazione in fasce d'età, il 14,8% era al di sotto dei 18, il 7,9% fra i 18 e i 24, il 21,4% fra i 25 e i 44, il 31,9% fra i 45 e i 64, mentre infine il 24,0% era al di sopra dei 65 anni di età. L'età media della popolazione era di 50 anni. Per ogni 100 donne residenti vivevano 100,9 uomini.